# Polystichum lepidotum
Polystichum lepidotum là một loài dương xỉ trong họ Dryopteridaceae. Loài này được Sundue & M. Kessler mô tả khoa học đầu tiên năm 2005.